# Иезекииль (Дьяковский)
Иеромонах Иезекииль (в миру Яков Гаврилович Дьяковский; умер после 1783) — иеромонах Русской православной церкви.
Сын лубенского мещанина Гавриила Бабакова. Образование получил «в киевских школах», там же дана ему и фамилия Дьяковский.
7 апреля 1745 года Яков Гаврилович постригся в монашество с именем Иезекииль и поступил в Лубенский (Мгарский) монастырь.
В 1747 году иеродиакон Иезекииль отправился на Афон и был там до 1750 года. Возвращаясь чрез Волошскую землю, в монастыре Кирнуле митрополитом бухарестским был посвящен в иеромонаха и исправлял должность строителя этого монастыря. Через год оставил монастырь Кирнул и года два проживал в разных монастырях той местности.
В 1753 году Иезекииль Дьяковский определился для священнослужения в дом полковника Вишневского, бывшего в Венгрии в Токае для покупки венгерских вин к Петербургскому двору.
С 1767 года Иезекииль Дьяковский был иеромонахом при домовой церкви русского посланника в Вене, князя Д. А. Голицына, который отзывался об иеромонахе Иезекииле, как человеке добронравном, честном, добродетельном, «наиприличнейшем»; он пробыл в Вене до 1783 года, когда по болезни и старости был уволен от должности с удержанием до самой смерти получаемого им жалованья. Дальнейшая судьба Иезекииля Дьяковского неизвестна.